# Prisilno razseljevanje v Sovjetski zvezi
Prisilno razseljevanje v Sovjetski zvezi je izvajala vlada Sovjetske zveze od leta 1930 do 1952 po naročilu sovjetskega voditelja Josifa Stalina in pod vodstvom NKVD oz. Lavrentija Berije. Razvrsti se lahko v naslednje široke kategorije: deportacije »protisovjetskih« kategorij prebivalstva (pogosto označenih za »sovražnike delavstva«), deportacije celotnih narodov, selitev delovne sile in organizirane migracije v nasprotnih smereh za zapolnitev etnično očiščenih ozemelj. Dekulakizacija je bil prvi dogodek, kjer je bil deportiran ves razred, medtem ko je deportacija sovjetskih Korejcev leta 1937 pomenila posebne etnične deportacije celotne narodnosti.
V večini primerov so bili cilji premalo poseljena oddaljena območja. To vključuje deportacije nesovjetskih državljanov iz držav zunaj ZSSR v Sovjetsko zvezo. Ocenjuje se, da so prisilne razselitve skupno prizadele vsaj 6 milijonov ljudi. Od tega je bilo v letih 1930–1931 razseljenih 1,8 milijona kulakov, v letih 1932–39 1,0 milijona kmetov in etničnih manjšin, v letih 1940–52 pa približno 3,5 milijona pripadnikov etničnih manjšin.
V sovjetskih arhivih je zabeleženih 390.000 smrtnih žrtev med prisilno razselitvijo kulakov in do 400.000 smrti oseb, deportiranih v prisilna naselja v štiridesetih letih 20. stoletja; po drugi strani zgodovinar Nicolas Werth skupno število ljudi, ki so umrli zaradi deportacij, ocenjuje na 1 do 1,5 milijona. Sodobni zgodovinarji te deportacije označujejo kot zločin proti človeštvu in etnično preganjanje. Dvoje deportacij z najvišjo stopnjo umrljivosti, deportacijo krimskih Tatarov ter deportacijo Čečenov in Ingušev, so Ukrajina, tri druge države in Evropski parlament priznala kot genocid. 26. aprila 1991 je Vrhovni sovjet Ruske sovjetske federativne socialistične republike pod vodstvom predsednika Borisom Jelcinom sprejel zakon o rehabilitaciji zatiranih narodov, katere 2. člen je vse množične deportacije obsodil kot »Stalinovo politiko klevetanja in genocida«.
Sovjetska zveza je izvajala tudi razselitve na okupiranih ozemljih, pri čemer je med deportacijami, poboji ter internacijami in prisilnim delom v taboriščih umrlo več kot 50.000 ljudi iz baltskih držav in 300.000 do 360.000 izgnanih Nemcev iz vzhodne Evrope.

## Deportacije družbenih skupin
Kulaki so bili skupina razmeroma premožnih kmetov in so uporabljali ta izraz razrednega sistema v Ruskem imperiju, Sovjetski Rusiji in zgodnjem obdobju Sovjetske zveze. Bili so najštevilčnejša skupina, ki jo je izgnala Sovjetska zveza. Preseljevanje ljudi, ki so bili uradno označeni za kulake, se je nadaljevalo do začetka leta 1950, vključno z več večjimi skupinami: 5. septembra 1951 je sovjetska vlada ukazala deportacijo kulakov iz Litovske SSR zaradi "sovražnih dejanj proti kolhozom", kar je bila ena zadnjih preselitev tiste družbene skupine.
Veliko število kulakov, ne glede na njihovo narodnost, je bilo preseljenih v Sibirijo in Srednjo Azijo. Po podatkih iz sovjetskih arhivov, ki so bili objavljeni leta 1990, je bilo v letih 1930 in 1931 v delovne kolonije in taborišča poslanih 1.803.392 ljudi, na cilj pa jih je prišlo le 1.317.022. Deportacije v manjšem obsegu so se nadaljevale po letu 1931. Število kulakov in njihovih sorodnikov, ki so umrli v delovnih kolonijah od leta 1932 do 1940, je bilo 389.521. Skupno število deportiranih je sporno. Previdne ocene predpostavljajo, da je bilo deportiranih 1.679.528–1.803.392 ljudi, medtem ko najvišje ocene pravijo, da je bilo do leta 1937 deportiranih 15 milijonov kulakov in njihovih družin ter da je med deportacijo veliko ljudi umrlo, vendar celotno število ni znano.

## Operacije proti etničnim manjšinam
V tridesetih letih 20. stoletja se je kategorizacija tako imenovanih sovražnikov ljudstva premaknila z običajnih marksistično-leninističnih, razrednih izrazov, kot je kulak, na etnične. Delna odstranitev potencialno problematičnih etničnih skupin je bila tehnika, ki jo je dosledno uporabljal sovjetski diktator Josif Stalin med svojim vladanjem: samo med letoma 1935 in 1938 je bilo deportiranih vsaj deset različnih narodnosti. Nemška invazija na Sovjetsko zvezo leta 1941 je povzročila množično stopnjevanje sovjetskega etničnega čiščenja.
Deportacija Korejcev v Sovjetski zvezi, prvotno načrtovana leta 1926, sprožena leta 1930 in izvedena leta 1937, je bila prva množična selitev celotne narodnosti v Sovjetski zvezi. Skoraj vsa sovjetska populacija etničnih Korejcev (171.781 ljudi) je bila oktobra 1937 prisilno preseljena z ruskega Daljnega vzhoda na nenaseljena območja Kazaške SSR in Uzbekistanske SSR.
Če pogledamo celotno obdobje Stalinove vladavine, lahko naštejemo deportirane manjšine: Poljake (1939–1941 in 1944–1945), Kolske Norvežane (1940–1942), Romune (1941 in 1944–1953), Estonce, Latvijce in Litovce (1941 in 1945), Povolški Nemci (1941–1945), Ingrijski Finci (1929–1931 in 1935–1939), Finci v Kareliji (1940–1941, 1944), Krimski Tatari, Krimski Grki (1944) in Kavkaški Grki (1949–50), Kalmiki, Balkarci, Krimski Italijani, Karačajci, mešketski Turki, Karapapaki, daljnovzhodni Korejci (1937), Čečeni in Inguši (1944). Tik pred, med in takoj po drugi svetovni vojni je Stalin izvedel vrsto deportacij velikega obsega, ki so močno vplivale na etnični zemljevid Sovjetske zveze. Ocenjuje se, da je bilo med letoma 1941 in 1949 skoraj 3,3 milijona deportiranih v Sibirijo in srednjeazijske republike. Po nekaterih ocenah je do 43 % preseljenega prebivalstva umrlo zaradi  bolezni in podhranjenosti.

### Zahodne aneksije in deportacije 1939—1941
Po sovjetski invaziji na Poljsko, ki je sledila po uspešni nemški invaziji, ki je zaznamovala začetek druge svetovne vojne leta 1939, je Sovjetska zveza priključila vzhodne dele okupirane Poljske. V letih 1939–1941 je sovjetski režim deportiral 1,45 milijona ljudi, ki so živeli na priključenih ozemljih. Po podatkih poljskih zgodovinarjev je bilo 63,1 % teh ljudi Poljakov in 7,4 % Judov. Prej je veljalo, da je okoli 1,0 milijon poljskih državljanov umrlo v rokah Sovjetov, nedavno pa poljski zgodovinarji, ki temeljijo predvsem na poizvedbah v sovjetskih arhivih, ocenjujejo število smrtnih žrtev na približno 350.000 ljudi, deportiranih v letih 1939–1945.
Enako je sledilo v baltskih republikah Latviji, Litvi in Estoniji. Ocenjuje se, da je bilo v letih 1940–1953 iz Baltika deportiranih več kot 200.000 ljudi. Poleg tega so jih najmanj 75.000 poslali v koncentracijska taborišča Gulag. 10 % celotne odrasle baltske populacije je bilo deportiranih ali poslanih v taborišča za prisilno delo. Leta 1989 so domači Latvijci predstavljali le 52 % prebivalstva svoje države. V Estoniji je bila številka prebivalstva 62 %. V Litvi je bil položaj boljši, ker so se migranti, poslani v to državo, dejansko preselili na nekdanje območje Vzhodne Prusije, ki v nasprotju s prvotnimi načrti nikoli ni postalo del Litve.
Podobno so bili Romuni iz regije Črnovic in Moldavije deportirani v velikem številu, ki se giblje od 200.000 do 400.000.

### Druga svetovna vojna 1941—1945
Med drugo svetovno vojno, zlasti v letih 1943–44, je sovjetska vlada izvedla vrsto deportacij. Približno 1,9 milijona ljudi je bilo izgnanih v Sibirijo in srednjeazijske republike. Uradna razloga za te deportacije sta bila veleizdajalska kolaboracija z okupatorskimi Nemci in protisovjetski upor. Od približno 183.000 krimskih Tatarov jih je 20.000 ali 10 % celotnega prebivalstva služilo v nemških bataljonih. Zato so Sovjeti po vojni množično preseljevali tudi Tatare. Vjačeslav Molotov je to odločitev utemeljil z besedami: »Dejstvo je, da smo med vojno prejemali poročila o množični izdaji. Bataljoni Kavkazijcev so nam nasprotovali na frontah in nas napadali od zadaj. Bilo je vprašanje življenja in smrti; ni bilo časa raziščite podrobnosti. Seveda so trpeli nedolžni. Vendar menim, da smo glede na okoliščine ravnali pravilno." Zgodovinar Ian Gray piše: "Nemci so do muslimanskih narodov vodili skoraj paternalistično politiko. Karačajci, Balkarci, Inguši, Čečeni, Kalmuki in Krimski Tatari so do neke mere kazali pronemške naklonjenosti. Šele nagel umik Nemcev s Kavkaza po bitki pri Stalingradu jim je preprečil organiziranje muslimanskega ljudstva za učinkovito protisovjetsko Nemci pa so se glasno hvalili, da so na Kavkazu za seboj pustili močno »peto kolono«.
Povolški Nemci in drugih sedem (neslovanskih) narodnosti Krimain severnega Kavkaza so bili deportirani: Krimski Tatari, Kalmiki, Čečeni, Inguši, Balkarci, Karačajci in Mešketski Turki. Vsi krimski Tatari so bili 18. maja 1944 v obliki kolektivne kazni množično deportirani kot posebni naseljenci v Uzbekistan in druge oddaljene dele Sovjetske zveze. Po podatkih NKVD jih je v naslednjem letu in pol v izgnanstvu umrlo skoraj 20 %. Krimskotatarski aktivisti poročajo, da je ta številka skoraj 46 %.
Druge manjšine, izseljene iz obalnega območja Črnega morja, so Bolgari, Krimski Grki, Romuni in Armenci.
Sovjetska zveza je deportirala tudi ljudi z okupiranih ozemelj, kot so baltske države, Poljska in ozemlja, ki so jih zasedli Nemci. Študija, ki jo je leta 1974 objavila nemška vlada, je ocenila število nemških civilnih žrtev zločinov med izgonom Nemcev po drugi svetovni vojni med letoma 1945 in 1948 na več kot 600.000, s približno 400.000 smrtnimi žrtvami na območjih vzhodno od Odre in Neisse (približno 120.000 v dejanjih neposrednega nasilja, večinoma s strani sovjetskih čet, pa tudi s strani Poljakov, 60.000 v poljskih in 40.000 v sovjetskih koncentracijskih taboriščih ali zaporih, večinoma zaradi lakote in bolezni, in 200.000 smrti med civilisti, deportiranimi na prisilno delo Nemcev v Sovjetsko zvezo), 130.000 na Češkoslovaškem (od tega 100.000 v taboriščih) in 80.000 v Jugoslaviji (od tega 15.000 do 20.000 zaradi nasilja izven in v taboriščih ter 59.000 smrti zaradi lakote in bolezni v taboriščih).
Do januarja 1953 je v Kazahstanski sovjetski socialistični republiki prebivalo 988.373 posebnih naseljencev, vključno s 444.005 Nemci, 244.674 Čečeni, 95.241 Korejci, 80.844 Inguši in drugi. Kot posledica teh deportacij so Kazahstanci predstavljali le 30 % prebivalstva svoje matične republike.

## Usmrtitve in deportacije v povojnem obdobju
Po koncu druge svetovne vojne je bilo nemško prebivalstvo Kaliningrajske oblasti, nekdanje Vzhodne Prusije, izgnano, prazno območje pa so ponovno naselili sovjetski državljani, predvsem Rusi.
Poljska in Sovjetska Ukrajina sta izvajali izmenjave prebivalstva; Poljaki, ki so prebivali vzhodno od vzpostavljene meje med Poljsko in Sovjetsko zvezo, so bili deportirani na Poljsko (približno 2.100.000 ljudi), Ukrajinci, ki so prebivali zahodno od vzpostavljene meje med Poljsko in Sovjetsko zvezo, pa so bili deportirani v Sovjetsko Ukrajino. Preselitev prebivalstva v sovjetsko Ukrajino je potekala od septembra 1944 do aprila 1946 (približno 450.000 ljudi). Nekaj Ukrajincev (približno 200.000 ljudi) je bolj ali manj prostovoljno zapustilo jugovzhodno Poljsko (med leti 1944 in 1945).

### Politika deportacij po Stalinovi smrti
25. februarja 1956 je Nikita Hruščov v svojem govoru »O kultu osebnosti in njegovih posledicah«, kjer je med drugim razkril Stalinove zločine, obsodil tudi deportacije kot kršitev leninističnih načel:
Toliko bolj pošastna so dejanja, katerih pobudnik je bil Stalin in so kršitev osnovnih leninističnih načel nacionalne politike sovjetske države. Mislimo na množične deportacije celih narodov iz njihovih domačih krajev... Te deportacijske akcije niso narekovali nobeni vojaški premisleki. Tako je bila že konec leta 1943, ko je prišlo do trajnega preboja na frontah, ... sprejeta in izvršena odločitev o deportaciji vseh Karačajevcev z ozemlja, kjer so živeli. V istem obdobju, konec decembra 1943, je ista usoda doletela celotno prebivalstvo avtonomne republike Kalmik. Marca so bili vsi čečenski in inguški narodi deportirani in Čečensko-inguška avtonomna republika je bila likvidirana. Aprila 1944 so bili vsi Balkarci deportirani v daljne kraje z ozemlja Kalbino-Balkarske avtonomne republike, sama republika pa se je preimenovala v Avtonomno Kabardinsko republiko.
Po tajnem poročilu sovjetskega ministrstva za notranje zadeve iz decembra 1965 je bilo v letih 1940–1953 iz Moldavije deportiranih 46.000 ljudi, iz Belorusije 61.000, Ukrajine 571.000, Litve 119.000, Latvije 53.000 in Estonije 33.000.

## Število žrtev
Število smrtnih žrtev, pripisanih deportiranim ljudem, ki so živeli v izgnanstvu, je precejšnje. Vzroki za tako demografsko katastrofo so v slabem podnebju Sibirije in Kazahstana, bolezni, podhranjenosti, delovnem izkoriščanju, ki je trajalo tudi do 12 ur na dan, pa tudi v pomanjkanju kakršnih koli ustreznih bivališč ali nastanitev za deportirane ljudi. Na splošno se domneva, da se število smrtnih žrtev, ki jih je povzročil ta selitveni preobrat, giblje od 800.000 do 1.500.000.
Delna dokumentacija v arhivih NKVD je pokazala, da je bila stopnja umrljivosti teh deportiranih etničnih skupin precejšnja. Mešketski Turki so imeli 14,6-odstotno stopnjo umrljivosti, Kalmiki 17,4-odstotno, prebivalci Krima 19,6-odstotno, medtem ko so imeli Čečeni, Inguši in drugi prebivalci severnega Kavkaza najvišjo stopnjo umrljivosti, ki je dosegla 23,7-odstotno. NKVD ni zabeležil prevelikega števila smrti za deportirane sovjetske Korejce, vendar se ocene njihove umrljivosti gibljejo od 10 % do 16,3 %.

## Zgodovinski pogledi
Številni zgodovinarji, vključno z ruskim zgodovinarjem Pavlom Polianom in litovsko sodelavko raziskovalke na univerzi Yale Violeto Davoliūtė, menijo, da so te množične deportacije civilistov zločin proti človeštvu. Pogosto jih opisujejo tudi kot sovjetsko etnično čiščenje. Terry Martin z univerze Harvard ugotavlja:
... ista načela, ki so vodila sovjetsko izgradnjo naroda, so lahko vodila in so vodila do etničnega čiščenja in etničnega terorja nad omejenim naborom stigmatiziranih narodnosti, medtem ko so za večino nestigmatiziranih narodnosti ostale politike izgradnje države.
Nemški zgodovinar Philipp Ther, profesor Anthony James Joes, ameriški novinar Eric Margolis, kanadski politolog Adam Jones, profesor islamske zgodovine na univerzi Massachusetts, Dartmouth Brian Glyn Williams, učenjaka Michael Fredholm in Fanny E. Bryan sta prav tako obravnavala razselitev prebivalstva Čečenov in Ingušev kot zločin genocida. Nemški raziskovalni novinar Lutz Kleveman je deportacije Čečenov in Ingušev primerjal s "počasnim genocidom".

12. decembra 2015 je ukrajinski parlament izdal resolucijo, s katero je deportacijo krimskih Tatarov priznal kot genocid in določil 18. maj kot "Dan spomina na žrtve genocida nad Krimskimi Tatari." Parlament Latvije je deportacijo krimskih Tatarov prav tako priznal za genocid. Enako je 6. junija 2019 storil litovski parlament. Kanadski parlament je 10. junija 2019 sprejel predlog, s katerim je deportacijo krimskih Tatarov iz leta 1944 priznal kot genocid, ki ga je storil sovjetski diktator Stalin, in določil 18. maj za dan spomina na žrtve tega genocida. Deportacijo Čečenov in Ingušev je Evropski parlament leta 2004 priznal za genocid:
... meni, da deportacija celotnega čečenskega ljudstva v Srednjo Azijo 23. februarja 1944 po Stalinovem ukazu predstavlja dejanje genocida v smislu Četrte haaške konvencije iz leta 1907 in Konvencije o preprečevanju in zatiranju zločinov genocida, ki ga je Generalna skupščina ZN sprejela 9. decembra 1948.